# ريموند بورل
ريموند بورل (972 - 1017م) هو كونت برشلونة وجرندة وأوسونا بين عامي 992 و1017، كان ابن بورل الثاني وزوجته ليتغرادا، وقد ساعد والده في الحكم منذ عام 988. عاصر خلافة قرطبة وبداية عهد ملوك الطوائف المسلمين في الأندلس واحتكَّ معهم.
تزوج في عام 993 من إرميسيند من قرقشونة، وأنجبت له ثلاثة أطفال، هم بورل ريموند (توفي قبل وفاة والده) وإستيفانيا (أديلايد) التي تزوَّجت من روجر الأول نبيل تسوني، وبرانجيه ريموند الأول المولود عام 1006 والذي ورث حكم الكونتية عن والده. كان أول حاكم كتالاني يصكُّ عملة خاصة به.
تعرَّض ريموند لعددٍ من الغارات بين عامي 1000 و1002م من طرف محمد بن أبي عامر حاكم قرطبة والأندلس، إلا إنَّ ابن عامر قتل فيما بعد أثناء معركة قلعة النسور التي كان يقاتل فيها مملكتي نافار وليون. وقد انتهز ريموند هذه الفرصة، فأغار في عام 1003 على لاردة، إلا إنَّ ابن محمد العامري عبد الملك سرعان ما ردَّ بهجومٍ جديد على برشلونة، حتى هزم على يد تحالفٍ للمالك النصرانية في معركة تورة، وكذلك في معركة المسة بعدها بفترةٍ قصيرة.
بعد أن اشتدت النزاعات الداخلية في الدولة الأموية بالأندلس بحلول عام 1010، قرَّر ريموند انتهاز الفرصة مجدداً، فهاجم المسلمين مرة أخرى بالتعاون مع إرمينغول الأول كونت أورغل وبيرنارد الأول كونت بيسالو الكتالانيَّين، وقد تمكَّنوا من التغلًّب على الخليفة سليمان المستعين بالله ونهب قرطبة في شهر مايو من عام 1010، رغم أن إرمينغول قتل خلال المعركة. في الثاني من يونيو من العام نفسه شارك ريموند في معركة أقباط البكر إلى جانب منشقّين عن الخلافة الإسلامية. وكذلك قام في عامي 1015 و1016 بغاراتٍ أخرى على مدينتي أبرة وسيغري.
توفي ريموند بورل في عام 1017، وخلفه في حكم كونتية برشلونة ابنه برانجيه ريموند الأول تحت وصاية والدته إرمسيند. يُقَال أنه دفن في كاتدرائية برشلونة، إلا إنَّ قبره فقد.